# Robert Hartmann
Karl Eduard Robert Hartmann, född den 8 oktober 1832 i Blankenburg, död den 20 april 1893 i Potsdam, var en tysk anatom och etnograf.
Hartmann åtföljde 1859–1860 friherre Adalbert von Barnim till nordöstra Afrika och blev 1867 professor i anatomi vid Berlins universitet.